# UEFA EURO 2016予選・グループC
このページは、UEFA EURO 2016予選のグループCの結果をまとめたものである。このグループは、スペイン、ウクライナ、スロバキア、ベラルーシ、マケドニア、ルクセンブルクの6カ国からなる。
1位および2位チームはそのままUEFA EURO 2016本大会出場が決まる。3位の9か国のうち成績が最も上位の国も予選を通過。残る3位の8か国が2か国ずつ4組に分かれホーム・アンド・アウェーでのプレーオフを行い、勝利した4か国が予選を通過する。
元々ジブラルタルがこのグループに入る予定だったが、ジブラルタル帰属問題で政治的衝突を起こしているスペインが入ったため、グループDに回った。

## 順位表
| チーム         | 試 | 勝 | 分 | 敗 | 得 | 失 | 差  | 点 |
| -------------- | -- | -- | -- | -- | -- | -- | --- | -- |
| スペイン       | 10 | 9  | 0  | 1  | 23 | 3  | +20 | 27 |
| スロバキア     | 10 | 7  | 1  | 2  | 17 | 8  | +9  | 22 |
| ウクライナ     | 10 | 6  | 1  | 3  | 14 | 4  | +10 | 19 |
| ベラルーシ     | 10 | 3  | 2  | 5  | 8  | 14 | −6  | 11 |
| ルクセンブルク | 10 | 1  | 1  | 8  | 6  | 27 | −21 | 4  |
| 北マケドニア   | 10 | 1  | 1  | 8  | 6  | 18 | −12 | 4  |

| チーム  | チーム         | AWAY         | AWAY           | AWAY           | AWAY           | AWAY               | AWAY                   |
| チーム  | チーム         | スペインの旗 | スロバキアの旗 | ウクライナの旗 | ベラルーシの旗 | ルクセンブルクの旗 | 北マケドニア共和国の旗 |
| ------- | -------------- | ------------ | -------------- | -------------- | -------------- | ------------------ | ---------------------- |
| H O M E | スペイン       | X            | 2 - 0          | 1 - 0          | 3 - 0          | 4 - 0              | 5 - 1                  |
| H O M E | スロバキア     | 2 - 1        | X              | 0 - 0          | 0 - 1          | 3 - 0              | 2 - 1                  |
| H O M E | ウクライナ     | 0 - 1        | 0 - 1          | X              | 3 - 1          | 3 - 0              | 1 - 0                  |
| H O M E | ベラルーシ     | 0 - 1        | 1 - 3          | 0 - 2          | X              | 2 - 0              | 0 - 0                  |
| H O M E | ルクセンブルク | 0 - 4        | 2 - 4          | 0 - 3          | 1 - 1          | X                  | 1 - 0                  |
| H O M E | 北マケドニア   | 0 - 1        | 0 - 2          | 0 - 2          | 1 - 2          | 3 - 2              | X                      |

## 競技日程と結果
競技日程は、2014年2月23日に行われた予選組み合わせ抽選会で決定された。
| 2014年9月8日 20:45 (UTC+2) |

| ルクセンブルク | 1 - 1    | ベラルーシ    |
| ゲルソン 42分  | レポート | ドラフン 78分 |

| スタッド・ヨジー・バーテル（ルクセンブルク） 観客数: 3,265人 主審: ゲディミナス・マゼイカ |

| 2014年9月8日 20:45 (UTC+2) |

| スペイン                                                                             | 5 - 1    | 北マケドニア           |
| ラモス 16分 (pen.) · アルカセル 17分 · ブスケツ 45+3分 · シルバ 50分 · ペドロ 90+1分 | レポート | イブライミ 28分 (pen.) |

| エスタディオ・シウダ・デ・バレンシア（バレンシア） 観客数: 18,553人 主審: アナスタシオス・シディロプロス |

| 2014年9月8日 21:45 (UTC+3) |

| ウクライナ | 0 - 1    | スロバキア |
|            | レポート | マク 17分  |

| オリンピスキ・スタジアム（キエフ） 観客数: 38,454人 主審: クレイグ・トムソン |

| 2014年10月9日 21:45 (UTC+3) |

| ベラルーシ | 0 - 2    | ウクライナ                                           |
|            | レポート | マルティノヴィッチ 82分 (o.g.) · シドルチュク 90+3分 |

| ボリソフ・アレナ（ボリソフ） 観客数: 10,512人 主審: ポール・ファン・ブーケル |

| 2014年10月9日 20:45 (UTC+2) |

| 北マケドニア                                                           | 3 - 2    | ルクセンブルク                |
| トライコフスキ 20分 · ヤホヴィッチ 66分 (pen.) · アブドゥラヒミ 90+2分 | レポート | ベンシ 39分 · トゥルペル 44分 |

| ピリッポス2世アレナ（スコピエ） 観客数: 11,500人 主審: パオロ・マッツォレーニ |

| 2014年10月9日 20:45 (UTC+2) |

| スロバキア                  | 2 - 1    | スペイン        |
| クツカ 17分 · ストッフ 87分 | レポート | アルカセル 82分 |

| シュタディオーン・ポド・ドゥベニョム（ジリナ） 観客数: 9,478人 主審: ビョルン・カイペルス |

| 2014年10月12日 19:00 (UTC+3) |

| ウクライナ          | 1 - 0    | 北マケドニア |
| シドルチュク 45+2分 | レポート |              |

| アリーナ・リヴィウ（リヴィウ） 観客数: 33,900人 主審: セバスティアン・デルフェリエール |

| 2014年10月12日 21:45 (UTC+3) |

| ベラルーシ      | 1 - 3    | スロバキア                                  |
| カラチェフ 79分 | レポート | ハムシーク 65分, 84分 · シェスターク 90+1分 |

| ボリソフ・アレナ（ボリソフ） 観客数: 4,500人 主審: セルジュ・ギュミニー |

| 2014年10月12日 20:45 (UTC+2) |

| ルクセンブルク | 0 - 4    | スペイン                                                    |
|                | レポート | シルバ 27分 · アルカセル 42分 · コスタ 69分 · ベルナト 88分 |

| スタッド・ヨジー・バーテル（ルクセンブルク） 観客数: 8,500人 主審: パヴェウ・ジル |

| 2014年11月15日 18:00 (UTC+1) |

| ルクセンブルク | 0 - 3    | ウクライナ                    |
|                | レポート | ヤルモレンコ 33分, 53分, 56分 |

| スタッド・ヨジー・バーテル（ルクセンブルク） 観客数: 4,379人 主審: クリスティン・ヤコブソン |

| 2014年11月15日 20:45 (UTC+1) |

| 北マケドニア | 0 - 2    | スロバキア                |
|              | レポート | クツカ 25分 · ネメツ 38分 |

| ピリッポス2世アレナ（スコピエ） 観客数: 6,000人 主審: ペドロ・プロエンサ |

| 2014年11月15日 20:45 (UTC+1) |

| スペイン                                  | 3 - 0    | ベラルーシ |
| イスコ 18分 · ブスケツ 19分 · ペドロ 55分 | レポート |            |

| エスタディオ・ヌエボ・コロンビーノ（ウエルバ） 観客数: 19,249人 主審: ケン・ハンセン |

| 2015年3月27日 20:45 (UTC+1) |

| 北マケドニア       | 1 - 2    | ベラルーシ                          |
| トライコフスキ 9分 | レポート | カラチェフ 44分 · コルニレンコ 82分 |

| ピリッポス2世アレナ（スコピエ） 観客数: 3,447人 主審: アンソニー・テイラー |

| 2015年3月27日 20:45 (UTC+1) |

| スロバキア                                    | 3 - 0    | ルクセンブルク |
| ネメツ 10分 · ヴァイス 21分 · ペカリーク 40分 | レポート |                |

| シュタディオーン・ポド・ドゥベニョム（ジリナ） 観客数: 9,524人 主審: シュテファン・シュトゥーダー |

| 2015年3月27日 20:45 (UTC+1) |

| スペイン    | 1 - 0    | ウクライナ |
| モラタ 28分 | レポート |            |

| エスタディオ・ラモン・サンチェス・ピスフアン（セビリア） 観客数: 33,775人 主審: ジュネット・チャクル |

| 2015年6月14日 19:00 (UTC+3) |

| ウクライナ                                                | 3 - 0    | ルクセンブルク |
| クラヴェツ 49分 · ハルマシュ 57分 · コノプリャーンカ 86分 | レポート |                |

| アリーナ・リヴィウ（リヴィウ） 観客数: 21,635人 主審: アーノルド・ハンター |

| 2015年6月14日 21:45 (UTC+3) |

| ベラルーシ | 0 - 1    | スペイン    |
|            | レポート | シルバ 45分 |

| ボリソフ・アレナ（ボリソフ） 観客数: 13,121人 主審: ロベルト・シェルゲンホーファー |

| 2015年6月14日 18:00 (UTC+2) |

| スロバキア                     | 2 - 1    | 北マケドニア |
| サラータ 8分 · ハムシーク 38分 | レポート | アデミ 69分  |

| シュタディオーン・ポド・ドゥベニョム（ジリナ） 観客数: 10,765人 主審: ケン・ハンセン |

| 2015年9月5日 18:00 (UTC+2) |

| ルクセンブルク | 1 - 0    | 北マケドニア |
| ティル 90+2分  | レポート |              |

| スタッド・ヨジー・バーテル（ルクセンブルク） 観客数: 1,657人 主審: サイモン・リー・エヴァンズ |

| 2015年9月5日 19:00 (UTC+3) |

| ウクライナ                                                        | 3 - 1    | ベラルーシ               |
| クラヴェツ 7分 · ヤルモレンコ 30分 · コノプリャーンカ 40分 (pen.) | レポート | コルニレンコ 62分 (pen.) |

| アリーナ・リヴィウ（リヴィウ） 観客数: 32,648人 主審: リラン・リアニ |

| 2015年9月5日 20:45 (UTC+2) |

| スペイン                            | 2 - 0    | スロバキア |
| アルバ 5分 · イニエスタ 30分 (pen.) | レポート |            |

| エスタディオ・カルロス・タルティエレ（オビエド） 観客数: 19,874人 主審: ダミール・スコミナ |

| 2015年9月8日 21:45 (UTC+3) |

| ベラルーシ                | 2 - 0    | ルクセンブルク |
| ゴルデイチュク 34分, 62分 | レポート |                |

| ボリソフ・アレナ（ボリソフ） 観客数: 3,482人 主審: スラヴコ・ヴィンツィッチ |

| 2015年9月8日 20:45 (UTC+2) |

| 北マケドニア | 0 - 1    | スペイン                |
|              | レポート | パチョフスキ 8分 (o.g.) |

| ピリッポス2世アレナ（スコピエ） 観客数: 28,843人 主審: パオロ・タグリアヴェント |

| 2015年9月8日 20:45 (UTC+2) |

| スロバキア | 0 - 0    | ウクライナ |
|            | レポート |            |

| シュタディオーン・ポド・ドゥベニョム（ジリナ） 観客数: 10,648人 主審: マーティン・アトキンソン |

| 2015年10月9日 20:45 (UTC+2) |

| 北マケドニア | 0 - 2    | ウクライナ                                 |
|              | レポート | セレズニョウ 59分 (pen.) · クラヴェツ 87分 |

| ピリッポス2世アレナ（スコピエ） 観客数: 4,821人 主審: オヴィディウ・アリン・ハツェガン |

| 2015年10月9日 20:45 (UTC+2) |

| スロバキア | 0 - 1    | ベラルーシ    |
|            | レポート | ドラフン 34分 |

| シュタディオーン・ポド・ドゥベニョム（ジリナ） 観客数: 9,859人 主審: フセイン・ゴジェク |

| 2015年10月9日 20:45 (UTC+2) |

| スペイン                                    | 4 - 0    | ルクセンブルク |
| カソルラ 42分, 85分 · アルカセル 67分, 80分 | レポート |                |

| エスタディオ・ラス・ガウナス（ログローニョ） 観客数: 14,472人 主審: セバスティアン・デルフェリエール |

| 2015年10月12日 21:45 (UTC+3) |

| ベラルーシ | 0 - 0    | 北マケドニア |
|            | レポート |              |

| ボリソフ・アレナ（ボリソフ） 観客数: 1,545人 主審: クリスティアン・ディンガート |

| 2015年10月12日 20:45 (UTC+2) |

| ルクセンブルク                       | 2 - 4    | スロバキア                                        |
| ムッチュ 61分 · ゲルソン 65分 (pen.) | レポート | ハムシーク 24分, 90+1分 · ネメツ 29分 · マク 30分 |

| スタッド・ヨジー・バーテル（ルクセンブルク） 観客数: 2,512人 主審: オリヴァー・ドラフタ |

| 2015年10月12日 21:45 (UTC+3) |

| ウクライナ | 0 - 1    | スペイン        |
|            | レポート | ガスパール 22分 |

| オリンピスキ・スタジアム（キエフ） 観客数: 61,248人 主審: ミロラド・マジッチ |